# K
Kは、ラテン文字の11番目の文字。小文字は k。ギリシア文字のΚ（カッパ）に由来し、キリル文字のКに相当する。フランス語やイタリア語などロマンス諸語では、主に外来語で使われる。

## 字形

筆記体

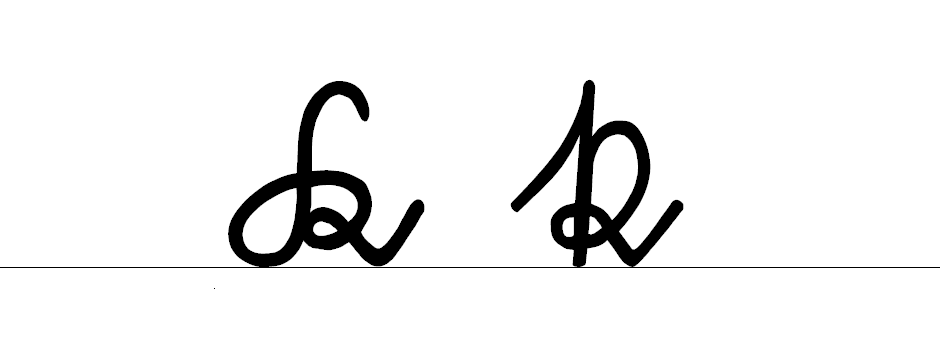
ジュッターリーン体

1本の縦棒の途中から右上と右下に斜線が出た形である。大文字では、2本の斜線の合計の高さは縦棒と同じであるが、小文字では、半分になる。またフラクトゥールでは{\displaystyle {\mathfrak {K\ k}}}のようである。

## 呼称
- 拉・独・蘭・洪・伯・尼：カー
- 仏・西：カ
- 伊: cappa, kappa（カッパ）
- 葡: capa（カパ）
- 英: kay（ケイ）/keɪ/
- エス: コー
- 日：ケー /ke̞ː/、ケイ /ke̞i/

## 音素
この文字が表す音素は、/k/ ないしその類似音である。フランス語やイタリア語でこの音を表すには、c や qu を用いる。音声記号として小文字は無声軟口蓋閉鎖音を表す。英語では ke, ki, ky の綴り以外では通常 c を使い、子音の前に来ることはほとんどない。また、ku はほとんど外来語にしか使わない。
使用されない言語も多いが、非ラテン文字を使用する言語をラテン文字に転記する際には /k/ またはその類似音を表すためにkが用いられることが多い。
- 日本語のローマ字表記では訓令式、ヘボン式共にか行の子音に用いられる。
- 朝鮮語のローマ字表記である文化観光部2000年式ではㅋおよび終声のㄱ（母音が後続しない場合）に用いられる。マッキューン＝ライシャワー式では語頭などの無声で発音される初声のㄱにもkを用いる。初声のㄲはどちらの方式も2つ重ねて kk となる。
- 中国語の漢語拼音では有気軟口蓋破裂音に用いられる。
- キリル文字のкは原則として k に転記される。х を kh で転記することもある。

## Kの意味
- （連続したものの）11番目のもの。
- ローマ数字の二百五十。
- カリウムの元素記号。
- K 中間子 (kaon)[1]。
- 物理学では波数や固有状態を表す。運動エネルギーを表すこともある。
- 物理学でボルツマン定数、ばね係数（小文字）。
- 物性物理学のバンド計算における k 点/K 点。 →K 点
- 原子の電子殻は K 殻から始まり、L 殻、M 殻…と続いていく。
- 接眼レンズの中で、ケルナー形式を表す。
- ダイオード・サイリスタ・真空管の端子の1つ。カソード（英語では Cathode だが、ドイツ語の Kathode から K が使われる）
- 数学分野では、四元数の虚数単位として用いられる。
- 医療業界では、病名をドイツ語表記の省略形でカルテに記載する際、K の一字で「癌」を示す。ドイツ語で癌を意味する Krebs または Karzinom に由来。例 : Ö.K. = Ösophaguskarzinom（食道癌）。
- カラー印刷などで使われる基本色CMYKの中の黒 (Key plate)。
- 経済学で資本、あるいはマーシャルのk。
- キング (King)
  - トランプなどのキング (13) を表す。
  - チェスの棋譜などでキングを表す。
- 朝鮮または韓国(Korea)を表す。
- ドイツ語の Kurz（短い）の略。（例：ワルサーPPK = Polizei Pistole Kurz）
- 台湾で「K書」は「書を読む」のこと。
- スペインやポルトガル、韓国などでは「lol」のように「kkkk」などと笑いの意味で用いられる。
- 間取り図などでは、キッチン (Kitchen) の略。（1DK など）
- K値は、生物の細胞に含まれるアデノシン三リン酸が、死後イノシンなどに分解されることを利用して考えられた、新鮮さを計る指標。
- 日本語における人名の敬称「くん」を表す。紙媒体では丸囲みの K、WWW や電子メールでは全角小文字の K (k) が主に使われる。1990年代後半から女子小中学生を中心に流行。
- ソビエト連邦、ロシアにおける潜水巡洋艦（同国における潜水艦の一分類）
- 3K という言葉は、労働環境・作業内容において、「きつい・汚い・危険」の略として使われることがある。
- アメリカ合衆国のシリアル食品会社、ケロッグのニューヨーク証券取引所証券コード（ティッカーシンボル）
- "けい"の音を意味する記号として。
  - 警察を意味する俗語。K 察。
  - "軽"と置き換えられて使われることがある。（例：K-Car = 軽自動車（後述））
- 二十を意味する数字（文字）。二十一進法以上(参照: 位取り記数法#Nが十を超過)において二十（十進法の20）を一桁（一字）で表すために用いられる。また、一つの部品に、0を用いずに十個以上でチャンネルを嵌合する場合、九を「9」、十を「A」、十一を「B」、十二を「C」、…、二十を「K」というように用いられる。
- 二十進法では、本来使用されない文字であるが、アルファベットの I と数字の 1 が紛らわしいためにアルファベットの I を使用しない例があり、その場合に十九（十進法の19）を一桁で表すのに使用される。この場合、十八には J が充てられる。
- 富裕層と貧困層などの社会階層や業種の違いによって、経済格差が広がることを「K字」と表現する。新型コロナウイルス感染症の世界的流行による社会・経済的影響を受けて、注目を浴びることとなった。
- 単位
  - 1000を表す[2]。
    - 国際単位系で、1000倍を表す接頭辞、キロ（小文字）。
      - 転じて、国際単位系以外でも千倍を表す接頭辞として使われる。例：Y2K（Year 2000=西暦2000年）
      - 転じて、千円を表す単位としても使われる。例：5k（5000円）
      - コンピュータ関連では1024 (=210) 倍を表す場合がある。この場合、大文字で書かれることが多い。（⇒二進接頭辞）

  - ケルビン (Kelvin) 。温度の単位。273K=0℃
  - 金の純度を表すカラット (Karat)。
- 鉄道
  - K特急は、京阪電鉄の特急列車の1つ。
  - K カードは、京阪電鉄が発売する乗車カード。
  - 鉄道の駅ナンバリングにおいて、以下の路線を表す記号。
  - JR北海道石勝線・根室本線（南千歳駅 - 釧路駅）(Kushiro)
    - 名古屋市営地下鉄上飯田線 (Kamiiida)
    - 近鉄湯の山線
    - 京都市営地下鉄烏丸線 (Karasuma)
    - Osaka Metro堺筋線 (saKaisuji)
    - 神戸市営地下鉄海岸線 (Kaigan)
    - JR西日本姫新線
    - 高松琴平電気鉄道琴平線 (Kotohira)
    - 四国旅客鉄道（JR四国）土讃線（高知駅 - 窪川駅）(KōchiKubokawa)
    - 福岡市地下鉄空港線 (Kūkō)
- スポーツ
  - 野球で三振のこと。
  - K-1 は、格闘技イベント。
  - スキーのジャンプ競技におけるK点。 →K点
  - アメリカンフットボールでキッカー。
- 機械メーカー及びその商品名
  - au by KDDI, Tu-Ka の端末製造メーカーである、京セラ (Kyocera) の略号。
  - J-PHONEのKENWOOD製携帯電話の略号。ボーダフォン日本法人には供給せず現在携帯事業から撤退。
  - ペンタックスの一眼レフ用レンズマウント、「ペンタックスKマウント」（←King of SLR）。近年ではデジタル一眼レフカメラの型番にも「K」がついている。
  - かつて富士通が販売していたオフィスコンピュータ、FACOM Kシリーズ。1984年に販売が開始され、1999年に後継機種のPRIMERGY 6000が発表されるまで販売された。オフコン全盛時代にその代名詞的存在となっていた。
  - 日本の理化学研究所に設置されたスーパーコンピュータの京は、英語では K computer と称する。
- 音楽・歌手
  - K は、Moi dix Mois のメンバー、ギタリスト。
  - Kは、Pay money To my Pain、GUNDOG のボーカリスト。
  - BUMP OF CHICKEN の曲名。アルバム「THE LIVING DEAD」収録曲。
  - ケッヘル番号 (Köchel)。ヴォルフガング・アマデウス・モーツァルトの楽曲の整理番号。
  - カークパトリック番号 (Kirkpatrick)。ドミニコ・スカルラッティのチェンバロ曲の整理番号。
  - K は、韓国人男性歌手。
  - K は、川村カオリのアルバム。
  - K は、ボーイズグループ&TEAMのメンバー。
- 番組・作品及びその登場人物・舞台
  - 韓国アニメ『シャドーファイター』の主人公。声はソン・ジョンア。
  - コミックごくせんの舞台、K 市。
  - 文化放送制作の全国ネットラジオ番組『レコメン!』に登場するラジオパーソナリティ・K太郎。正体は同局男性アナウンサー・砂山大輔である。
  - フランツ・カフカの小説「城」の主人公。
  - 夏目漱石の小説こゝろの登場人物。
  - K'（ザ・キング・オブ・ファイターズシリーズに登場するキャラクター。草薙京 (KUSANAGI) の K からとったもの）
  - 『ひぐらしのなく頃に』の登場人物、前原圭一の愛称。
  - 映画『スケバン刑事 コードネーム=麻宮サキ』で、松浦亜弥が演じる主人公の少女の名。本名のイニシャルで「K」と呼ばれているのみで、本名自体は作中では明らかにされていない。本作にて4代目麻宮サキを襲名する。
  - 石ノ森章太郎原作の特撮テレビ番組『ロボット刑事』の主人公。
  - 『イナズマイレブン』に登場するサッカーチーム、チーム K。
  - ケイダッシュステージが企画・製作した舞台劇『K』。
  - 覆面作家集団のGoRAによるアニメーションを中心としたメディアミックス作品『K』。
- 自動車・オートバイに関するもの
  - 軽自動車の通称。K-car または K とも。
  - 自動車排出ガス規制コード（1979年規制のディーゼル車）
  - スズキのオートバイの商標、スズキ・K

## 符号位置
| 大文字 | Unicode | JIS X 0213 | 文字参照            | 小文字 | Unicode | JIS X 0213 | 文字参照            | 備考     |
| ------ | ------- | ---------- | ------------------- | ------ | ------- | ---------- | ------------------- | -------- |
| K      | U+004B  | 1-3-43     | &#x4B; &#75;        | k      | U+006B  | 1-3-75     | &#x6B; &#107;       |          |
| Ｋ     | U+FF2B  | 1-3-43     | &#xFF2B; &#65323;   | ｋ     | U+FF4B  | 1-3-75     | &#xFF4B; &#65355;   | 全角     |
| Ⓚ      | U+24C0  | ‐          | &#x24C0; &#9408;    | ⓚ      | U+24DA  | 1-12-36    | &#x24DA; &#9434;    | 丸囲み   |
| 🄚︎      | U+1F11A | ‐          | &#x1F11A; &#127258; | ⒦      | U+24A6  | ‐          | &#x24A6; &#9382;    | 括弧付き |
| 𝐊      | U+1D40A | ‐          | &#x1D40A; &#119818; | 𝐤      | U+1D424 | ‐          | &#x1D424; &#119844; | 太字     |

## 他の表現法
| フォネティックコード | モールス符号 |
| Kilo                 | －・－       |

|        |          | ⠅    |
| 信号旗 | 手旗信号 | 点字 |